# Paratermitoxenia coatoni
Paratermitoxenia coatoni är en tvåvingeart som beskrevs av Rudolf Beyer 1965. Paratermitoxenia coatoni ingår i släktet Paratermitoxenia och familjen puckelflugor. Inga underarter finns listade i Catalogue of Life.